# Usseglio
Usseglio là một đô thị ở tỉnh Torino trong vùng Piedmont, có vị trí cách khoảng 40 km về phía tây bắc của Torino, nước Ý, trên biên giới giáp ranh với nước Pháp. Tại thời điểm ngày 31 tháng 12 năm 2004, đô thị này có dân số 242 người và diện tích là 98,5 km².
Đô thị Usseglio có các frazioni (các đơn vị trực thuộc, chủ yếu là các làng) Piazzette, Pianetto, Chiaberto, Cortevicio, Villaretto, Crot, Perinera, Quagliera, Margone, Malciaussia, và Pian Benot.
Usseglio giáp các đô thị: Balme, Bessans (France), Bruzolo, Bussoleno, Chianocco, Condove, Lemie, Mompantero, và Novalesa.